# William Mapother
Jr. William Reibert Mapother (Louisville, 17 april 1965) is een Amerikaans acteur. Hij werd samen met alle acteurs van de misdaad-dramafilm In the Bedroom genomineerd voor een Screen Actors Guild Award. Hij maakte in 1989 zijn film- en acteerdebuut in Born on the Fourth of July. Mapother is een neef van Tom Cruise.
Mapothers eerste filmverschijning kwam acht jaar na die van zijn drie jaar oudere neef Cruise, in een titel waarin die de hoofdrol speelde. Sindsdien verschenen ze ook samen in Magnolia, Mission: Impossible II, Vanilla Sky en Minority Report. Daarnaast verscheen Mapother in meer dan vijftien andere films en in verschillende televisieseries. Doorgaans was dat als een personage dat één of twee afleveringen verscheen. In Lost was hij daarentegen van 2005 tot en met 2009 in tien afleveringen te zien als Ethan Rom.

## Filmografie
*Exclusief televisiefilms
| - Another Earth (2011) - The Burrowers (2008) - Moving McAllister (2007) - Moola (2007) - World Trade Center (2006) - The Lather Effect (2006) - Chloe (2005) - The Zodiac (2005) - Lords of Dogtown (2005) - The Grudge (2004) - Suspect Zero (2004) - The Kiss (2003) | - Self Storage (2002) - Minority Report (2002) - Vanilla Sky (2001) - Swordfish (2001) - In the Bedroom (2001) - Mission: Impossible II (2000) - Magnolia (1999) - The Unknown Cyclist (1998) - Trickle (1998) - Without Limits (1998) - Born on the Fourth of July (1989) |

## Televisieseries
*Exclusief eenmalige gastrollen
- The Mentalist - Richard Haibach (2011-2014, vier afleveringen)
- Prison Break - FBI Agent Chris Franco (2009, twee afleveringen)
- Lost - Ethan Rom (2004-2009, tien afleveringen)
- Threshold - Gunneson (2005, twee afleveringen)
- Line of Fire - Larry (2004, twee afleveringen)
- Touched by an Angel - Eddie (2003, twee afleveringen)

- Biblioteca Nacional de España: XX4914451
- Bibliothèque nationale de France: cb165177209 (data)
- Gemeinsame Normdatei: 1022156519
- International Standard Name Identifier: 0000 0001 2032 3999
- Library of Congress Control Number: no2003074014
- MusicBrainz: 208b10ed-b4b4-499f-b4e9-fcaa304f98f2
- Nationale Bibliotheek van Tsjechië: pna2006338096
- Nationale Bibliotheek van Israël: 987007322851205171
- Nationale Bibliotheek van Polen: a0000002127205
- Nederlandse Thesaurus van Auteursnamen: 339849177
- Système universitaire de documentation: 162220537
- Virtual International Authority File: 107577432
- WorldCat: E39PBJyCG4hRPV9XFthbtbhCQq